# فهيم عبد الوهاب (رياضي)
فهيم عبد الوهاب (15 أبريل 1965) هو رياضي سابق مثل اليمن الشمالي في دورة الألعاب الأولمبية الصيفية لعام 1988 في سباق 800 متر رجال، واحتل المركز السادس في التصفيات وفشل في التقدم. 